# Бельведере, Франческо Мария Карафа
Франческо Мария Карафа (итал. Francesco Maria Carafa; ок. 1634 — 1711, Мадрид), 2-й князь ди Бельведере — неаполитанский аристократ.

## Биография
Сын Карло Карафы (1613 — ранее 1652), 4-го маркиза ди Анци, и Беатриче Карафы (1609—1679), баронессы ди Галликьо и Миссанелло.
В 1652 году наследовал своему деду Оттавмо Карафе, 1-му князю ди Бельведере.
Неаполитанский патриций, 5-й маркиз ди Анци, маркиз ди Рокка-Чинквемилья и синьор Тривиньо (1652; передал их своему сыну с королевской санкции в 1695 году); в 1679 году унаследовал от матери баронии Галликкьо и Миссанелло, которые 19 декабря 1689 передал своей невестке). С королевского согласия продал Фабрицио ди Сангро, герцогу ди Казакаленда город Ларино за 27 500 дукатов.
Отличился в шестнадцатилетнем возрасте во время изгнания французов из Порто-Лонгоне (1650).
Достиг больших успехов в изящной словесности, путешествуя по различным европейским дворам и академиям, где удостаивался самых высоких наград за остроумие и свои поэтические сочинения.
4 августа 1684 был пожалован Карлом II в рыцари ордена Золотого руна.
В качестве члена римской академии Аркадия содействовал принятию в ее состав Леонардо ди Капуа.

## Семья
1-я жена (1663): Сильвия ди Сомма (26.06.1643—24.04.1665), дочь Франческо Марии ди Соммы, неаполитанского патриция, и Виттории Карафы
Дочь:
- Анна Беатриче (29.06.1664—?). Муж (30.05.1680) Антонио I Спинелли, 6-й князь ди Скалеа

2-я жена (13.03.1672): Джованна Олива Гримальди (28.02.1654—?), дочь Джованни Франческо Гримальди, 2-го князя ди Джераче, и Марии Лиллы Гримальди
Дети:
- Мария Лилла (21.12.1672—20.06.1674)
- Карло (20.08.1674—12.10.1706), 3-й князь ди Бельведере; 6-й маркиз ди Анци и синьор Тривиньо (с 1695). Жена (11.04.1688): Элизабет ван ден Эйнден (1674—1743), баронесса ди Галликьо и Миссанелло, дочь Фердинандо I ван ден Эйндена, 1-го маркиза ди Кастельнуово, и Олинды Пикколомини, сиенской патрицианки
- Тиберио (28.02.1675—9.06.1676)
- Джулия (19.06.1676—20.11.1751), монахия в монастыре Санта-Мария-Донна-Реджина в Неаполе (1722)
- Пьер Луиджи (4.07.1677—15.12.1755), кардинал
- Тиберио (4.02.1679—1696), мальтийский рыцарь (1691)